# Découplage pour les comportements répétitifs centrés sur le corps
Le découplage est une intervention comportementale d'auto-assistance pour les comportements répétitifs centrés sur le corps (DSM-5) (CRCC) tels que la trichotillomanie, l'onychophagie (se ronger les ongles), le grattage de peau et la morsure des lèvres ou des joues. L'utilisateur reçoit pour instruction de modifier le chemin comportemental dysfonctionnel original en effectuant un contre-mouvement peu de temps avant de terminer le comportement auto-lésionnel (par exemple, se ronger les ongles, se gratter la peau, s'arracher les cheveux). Ceci a pour but de déclencher une irritation, qui permet à la personne de détecter et d'arrêter le comportement compulsif à un stade précoce. Une revue systématique de 2012 suggère une certaine efficacité du découplage, ce qui est corroboré par Lee et al. en 2019. Le découplage s'avère supérieur à la thérapie d'inversion des habitudes dans le traitement des CRCC dans une étude de comparaison directe en 2021.